# IBU Cup 2014-2015
Navigation
Édition précédente Édition suivante
L'IBU Cup 2014/2015 a lieu du 29 novembre 2014, lors de la première étape disputée à Beitostølen, au 7 mars 2015 à Canmore. Le circuit comprend huit destinations. 

## Attribution des points
| Place  | 1  | 2  | 3  | 4  | 5  | 6  | 7  | 8  | 9  | 10 | 11 | 12 | 13 | 14 | 15 | 16 | 17 | 18 | 19 | 20 | 21 | 22 | 23 | 24 | 25 | 26 | 27 | 28 | 29 | 30 | 31 | 32 | 33 | 34 | 35 | 36 | 37 | 38 | 39 | 40 |
| ------ | -- | -- | -- | -- | -- | -- | -- | -- | -- | -- | -- | -- | -- | -- | -- | -- | -- | -- | -- | -- | -- | -- | -- | -- | -- | -- | -- | -- | -- | -- | -- | -- | -- | -- | -- | -- | -- | -- | -- | -- |
| Points | 60 | 54 | 48 | 43 | 40 | 38 | 36 | 34 | 32 | 31 | 30 | 29 | 28 | 27 | 26 | 25 | 24 | 23 | 22 | 21 | 20 | 19 | 18 | 17 | 16 | 15 | 14 | 13 | 12 | 11 | 10 | 9  | 8  | 7  | 6  | 5  | 4  | 3  | 2  | 1  |

## Calendrier et podiums

### Femmes
| IBU Cup 1 Beitostølen (28 novembre 2014 - 30 novembre 2014) |                 |                     |                 |               |
| Date                                                        | Épreuve         | Vainqueur           | Deuxième        | Troisième     |
| 29/11/2014                                                  | Sprint (7,5 km) | Weronika Nowakowska | Bente Landheim  | Fuyuko Suzuki |
| 30/11/2014                                                  | Sprint (7,5 km) | Evgenia Seledtsova  | Justine Braisaz | Iryna Kryuko  |

| 2. Martell-Val Martello (13 décembre 2014 - 14 décembre 2014) |                     |           |          |           |
| Date                                                          | Épreuve             | Vainqueur | Deuxième | Troisième |
| 13/12/2014                                                    | Sprint (10 km)      |           |          |           |
| 14/12/2014                                                    | Poursuite (12,5 km) |           |          |           |

| IBU Cup 3 Obertilliach (16 décembre 2014 - 19 décembre 2014) |                    |                     |                       |                   |
| Date                                                         | Épreuve            | Vainqueur           | Deuxième              | Troisième         |
| 16/12/2014                                                   | Individuel (15 km) | Tina Bachmann       | Iryna Varvynets       | Darya Yurkevich   |
| 17/12/2014                                                   | Sprint (7,5 km)    | Federica Sanfilippo | Anastasiya Merkushyna | Anna Shcherbinina |
| 19/12/2014                                                   | Sprint (7,5 km)    | Iryna Varvynets     | Federica Sanfilippo   | Anna Nikulina     |

| IBU Cup 4 Duszniki-Zdrój (9 janvier 2015 - 10 janvier 2015) |                 |                 |                |                   |
| Date                                                        | Épreuve         | Vainqueur       | Deuxième       | Troisième         |
| 09/01/2015                                                  | Sprint (7,5 km) | Irina Trusova   | Anna Nikulina  | Ekaterina Yurlova |
| 10/01/2015                                                  | Sprint (7,5 km) | Miriam Goessner | Olga Iakushova | Nadine Horchler   |

| IBU Cup 5 Ridnaun - Val Ridanna (16 janvier 2015 - 17 janvier 2015) |                   |                 |                   |                |
| Date                                                                | Épreuve           | Vainqueur       | Deuxième          | Troisième      |
| 16/01/2015                                                          | Sprint (7,5 km)   | Miriam Goessner | Ekaterina Yurlova | Olga Iakushova |
| 17/01/2015                                                          | Poursuite (10 km) | Miriam Goessner | Ekaterina Yurlova | Coline Varcin  |

| Championnat d'Europe 2015 Otepää (28 janvier 2015 - 3 février 2015) |                    |                     |                     |                     |
| Date                                                                | Épreuve            | Vainqueur           | Deuxième            | Troisième           |
| 29/01/2015                                                          | Individuel (15 km) | Luminita Piscoran   | Christina Rieder    | Ekaterina Yurlova   |
| 31/01/2015                                                          | Sprint (7,5 km)    | Coline Varcin       | Weronika Nowakowska | Ekaterina Shumilova |
| 01/02/2015                                                          | Poursuite (10 km)  | Ekaterina Shumilova | Iryna Varvynets     | Ekaterina Yurlova   |

| IBU Cup 6 Osrblie (7 février 2015 - 8 février 2015) |                   |                   |                   |                  |
| Date                                                | Épreuve           | Vainqueur         | Deuxième          | Troisième        |
| 07/02/2015                                          | Sprint (7,5 km)   | Galina Nechkasova | Olga Iakushova    | Synnøve Solemdal |
| 08/02/2015                                          | Poursuite (10 km) | Karolin Horchler  | Galina Nechkasova | Olga Iakushova   |

| IBU Cup 7 Canmore (28 février 2015 - 1er mars 2015) |                 |                  |             |                |
| Date                                                | Épreuve         | Vainqueur        | Deuxième    | Troisième      |
| 28/02/2015                                          | Sprint (7,5 km) | Karolin Horchler | Emma Lunder | Marine Bolliet |
| 01/03/2015                                          | Sprint (7,5 km) | Karolin Horchler | Zina Kocher | Marine Bolliet |

| IBU Cup 8 Canmore (4 mars 2015 - 6 mars 2015) |                    |                  |                       |                |
| Date                                          | Épreuve            | Vainqueur        | Deuxième              | Troisième      |
| 04/03/2015                                    | Individuel (15 km) | Karolin Horchler | Kaia Wøien Nicolaisen | Marine Bolliet |
| 06/03/2015                                    | Sprint (7,5 km)    | Anna Nikulina    | Karolin Horchler      | Marine Bolliet |

### Hommes
| 1. Beitostølen (28 novembre 2014 - 30 novembre 2014) |                |                      |               |                    |
| Date                                                 | Épreuve        | Vainqueur            | Deuxième      | Troisième          |
| 29/11/2014                                           | Sprint (10 km) | Andrejs Rastorgujevs | Lars Berger   | Michael Willeitner |
| 30/11/2014                                           | Sprint (10 km) | Florian Graf         | Alexey Slepov | Henrik L'Abée-Lund |

| 2. Martell-Val Martello (13 décembre 2014 - 14 décembre 2014) |                     |           |          |           |
| Date                                                          | Épreuve             | Vainqueur | Deuxième | Troisième |
| 13/12/2014                                                    | Sprint (10 km)      |           |          |           |
| 14/12/2014                                                    | Poursuite (12,5 km) |           |          |           |

| IBU Cup 3 Obertilliach (16 décembre 2014 - 19 décembre 2014) |                    |                     |                 |                   |
| Date                                                         | Épreuve            | Vainqueur           | Deuxième        | Troisième         |
| 16/12/2014                                                   | Individuel (20 km) | Vitaliy Klichytskyy | Sven Grossegger | Petr Pashchenko   |
| 17/12/2014                                                   | Sprint (10 km)     | Baptiste Jouty      | Benedikt Doll   | Antonin Guigonnat |
| 19/12/2014                                                   | Sprint (10 km)     | Baptiste Jouty      | Florian Graf    | Scott Gow         |

| IBU Cup 4 Duszniki-Zdrój (9 janvier 2015 - 10 janvier 2015) |                |                |                    |                |
| Date                                                        | Épreuve        | Vainqueur      | Deuxième           | Troisième      |
| 09/01/2015                                                  | Sprint (10 km) | Florian Graf   | Alexey Slepov      | Matvey Eliseev |
| 10/01/2015                                                  | Sprint (10 km) | Johannes Kuehn | Henrik L'Abée-Lund | Matvey Eliseev |

| IBU Cup 5 Ridnaun - Val Ridanna (16 janvier 2015 - 17 janvier 2015) |                     |                      |                      |                |
| Date                                                                | Épreuve             | Vainqueur            | Deuxième             | Troisième      |
| 16/01/2015                                                          | Sprint (10 km)      | Alexey Slepov        | Lars Helge Birkeland | Matvey Eliseev |
| 17/01/2015                                                          | Poursuite (12,5 km) | Lars Helge Birkeland | Alexey Slepov        | Matvey Eliseev |

| Championnat d'Europe 2015 Otepää (28 janvier 2015 - 3 février 2015) |                     |               |                      |                   |
| Date                                                                | Épreuve             | Vainqueur     | Deuxième             | Troisième         |
| 29/01/2015                                                          | Individuel (20 km)  | Alexey Volkov | Sergey Semenov       | Vladimir Iliev    |
| 31/01/2015                                                          | Sprint (10 km)      | Alexey Slepov | Lars Helge Birkeland | Antonin Guigonnat |
| 01/02/2015                                                          | Poursuite (12,5 km) | Alexey Slepov | Krasimir Anev        | Anton Babikov     |

| IBU Cup 6 Osrblie (7 février 2015 - 8 février 2015) |                     |                      |                |               |
| Date                                                | Épreuve             | Vainqueur            | Deuxième       | Troisième     |
| 07/02/2015                                          | Sprint (10 km)      | Lars Helge Birkeland | Johannes Kuehn | Alexey Kornev |
| 08/02/2015                                          | Poursuite (12,5 km) | Lars Helge Birkeland | Johannes Kuehn | Florian Graf  |

| IBU Cup 7 Canmore (28 février 2015 - 1er mars 2015) |                |               |                   |                   |
| Date                                                | Épreuve        | Vainqueur     | Deuxième          | Troisième         |
| 28/02/2015                                          | Sprint (10 km) | Alexey Kornev | Antonin Guigonnat | Baptiste Jouty    |
| 01/03/2015                                          | Sprint (10 km) | Florian Graf  | Antonin Guigonnat | Christoph Stephan |

| IBU Cup 8 Canmore (4 mars 2015 - 6 mars 2015) |                    |                   |                                   |                      |
| Date                                          | Épreuve            | Vainqueur         | Deuxième                          | Troisième            |
| 04/03/2015                                    | Individuel (20 km) | Matvey Eliseev    | Christoph Stephan                 | Vegard Gjermundshaug |
| 06/03/2015                                    | Sprint (10 km)     | Christoph Stephan | Vegard Gjermundshaug David Komatz |                      |

### Classements généraux
| Rang | Nom                | Points | Victoire(s) |
| ---- | ------------------ | ------ | ----------- |
| 1    | Anna Nikulina      | 516    | 1           |
| 2    | Karolin Horchler   | 492    | 4           |
| 3    | Olga Iakushova     | 451    |             |
| 4    | Galina Nechkasova  | 409    | 1           |
| 5    | Tatiana Semenova   | 389    |             |
| 6    | Anaïs Chevalier    | 365    |             |
| 7    | Bente Landheim     | 349    |             |
| 8    | Miriam Goessner    | 348    | 3           |
| 9    | Alexia Runggaldier | 346    |             |
| 10   | Thekla Brun-Lie    | 343    |             |

| Rang | Nom                  | Points | Victoire(s) |
| ---- | -------------------- | ------ | ----------- |
| 1    | Florian Graf         | 625    | 3           |
| 2    | Antonin Guigonnat    | 520    |             |
| 3    | Johannes Kuehn       | 502    | 1           |
| 4    | Vegard Gjermundshaug | 502    |             |
| 5    | Alexey Slepov        | 499    | 3           |
| 6    | Christoph Stephan    | 499    | 1           |
| 7    | Lars Helge Birkeland | 477    | 3           |
| 8    | Matthias Bischl      | 469    |             |
| 9    | Matvey Eliseev       | 419    | 1           |
| 10   | Baptiste Jouty       | 388    | 2           |

### Classement par discipline

#### Individuel
| Rang | Nom              | Points |
| ---- | ---------------- | ------ |
| 1    | Christina Rieder | 103    |
| 2    | Lea Johanidesova | 92     |
| 3    | Tina Bachmann    | 89     |
| 4    | Anaïs Chevalier  | 83     |
| 5    | Karolin Horchler | 80     |

| Rang | Nom             | Points |
| ---- | --------------- | ------ |
| 1    | Clément Dumont  | 100    |
| 2    | Matvey Eliseev  | 92     |
| 3    | Matthias Bischl | 89     |
| 4    | Johannes Kuehn  | 81     |
| 4    | Petr Pashchenko | 78     |

#### Sprint
| Rang | Nom               | Points |
| ---- | ----------------- | ------ |
| 1    | Anna Nikulina     | 416    |
| 2    | Olga Iakushova    | 337    |
| 3    | Karolin Horchler  | 314    |
| 4    | Galina Nechkasova | 265    |
| 5    | Bente Landheim    | 260    |

| Rang | Nom                  | Points |
| ---- | -------------------- | ------ |
| 1    | Florian Graf         | 468    |
| 2    | Antonin Guigonnat    | 385    |
| 3    | Alexey Slepov        | 363    |
| 4    | Vegard Gjermundshaug | 352    |
| 5    | Johannes Kuehn       | 330    |

#### Poursuite
| Rang | Nom                | Points |
| ---- | ------------------ | ------ |
| 1    | Ekaterina Yurlova  | 102    |
| 2    | Karolin Horchler   | 98     |
|      | Tatiana Semenova   | 97     |
| 4    | Alexia Runggaldier | 81     |
|      | Annika Knoll       | 81     |

| Rang | Nom                  | Points |
| ---- | -------------------- | ------ |
| 1    | Lars Helge Birkeland | 163    |
| 2    | Alexey Slepov        | 114    |
| 3    | Christoph Stephan    | 111    |
|      | Florian Graf         | 110    |
| 5    | Johannes Kuehn       | 103    |